# 登り窯

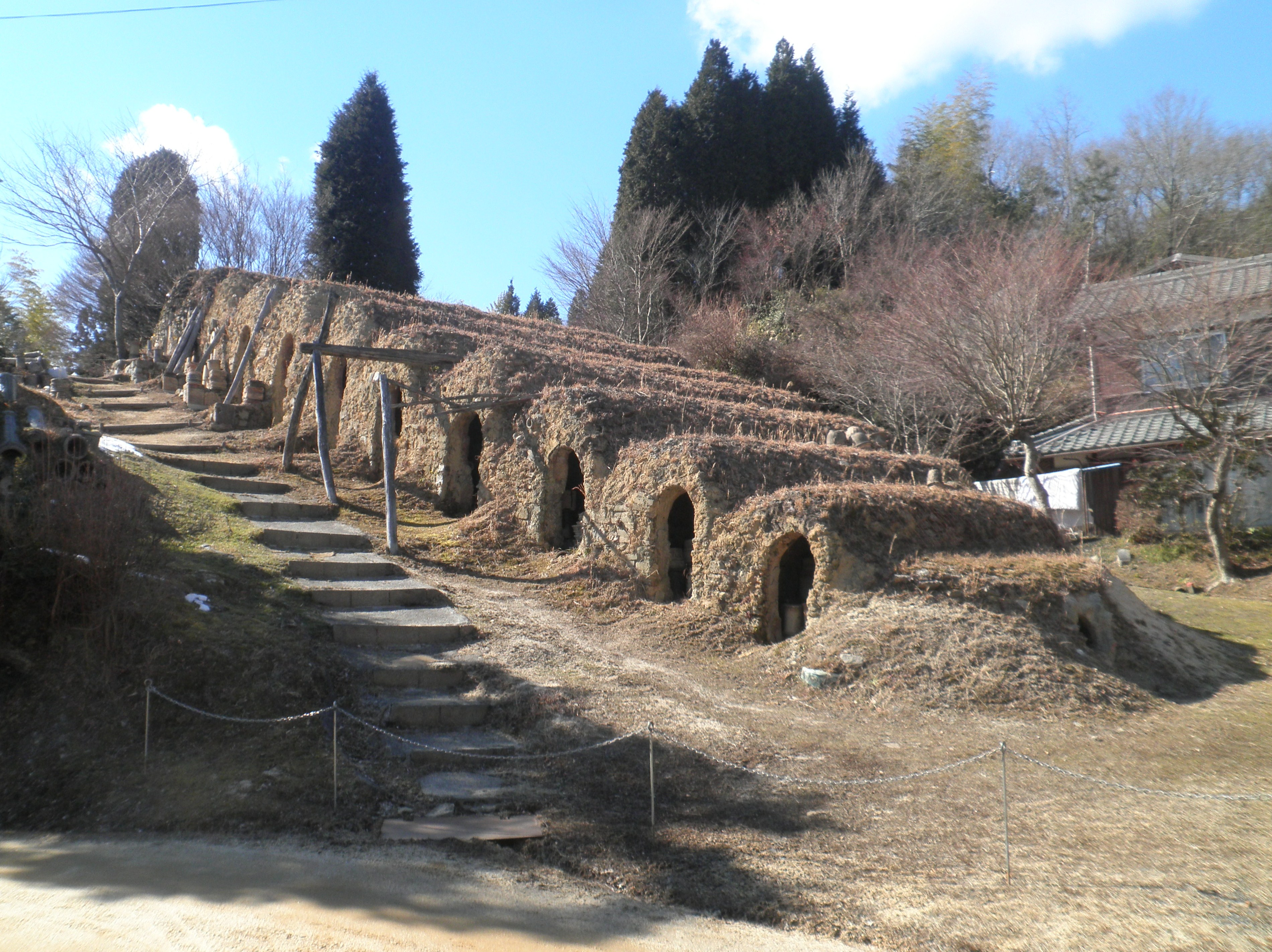
丸又窯（信楽焼、近代化産業遺産）

登り窯（のぼりがま、en：climbing kiln）と現在一般に呼ばれるものは、窯業で陶磁器等を大量に焼成するために、炉内を各間に仕切り、斜面等地形を利用し重力による燃焼ガスの対流を利用して、炉内の各製品を焼成時に一定に高温に保てるよう工夫された窯の形態のことをいう。表面に釉薬を使用する場合は製品の均一という点でこの炉窯が優れている。交通が発達するまでは、消費地に近い、製品の原料となる粘土、燃料、水が豊富な場所が立地に選ばれた 。
登り窯はいくつかのタイプの窯の総称として用いられる。1.伝統的な（ガス窯や電気窯、先端産業のセラミック焼成用のローラーハースキルン等に対して）連房式登窯を象徴的に指す言葉として用いる場合（狭義の登り窯）と、2.一般的に丘陵などの斜面を掘り窪めたり、くりぬいたりして高火度で須恵器や陶器を焼成する窖窯（あながま）、3.中国で斜面を利用して陶磁器を焼成した龍窯（りゅうよう）を含めた窯一般をさす場合（広義の登り窯）とがある。
1. 狭義の登り窯、近世の陶磁器を焼成する連房式登窯→連房式登窯
2. 窖窯（あながま）斜面を利用した地下式ないし半地下式の須恵器や陶器を焼成する窯→窖窯[4]
3. 中国で斜面を利用して陶磁器を焼成した単室の窯→龍窯（=ドラゴン窯）

## 歴史
日本では、古墳時代初頭までは野焼きのように土器焼成坑、土師器焼成坑などの施設で酸化炎焼成によって土器が焼かれていたが、古墳時代中期より朝鮮半島より須恵器が伝来したことに伴ってその生産方法である登り窯（窖窯）による還元炎焼成、ならびに轆轤使用も伝わった。16世紀には、熱効率と大量生産に向いた大窯が出現し、まもなく江戸時代になると、かまぼこ状の焼成室を階段状に連ねて仕上がりのばらつきを防ぐとともに大量生産を可能にしたいっそう熱効率が改良された連房式登窯が出現する。近代まで窯の主流を占めていたが、急速に減少しつつある。
2007年、常滑市、甲賀市、山陽小野田市にある登り窯が経済産業省の近代化産業遺産に認定され、同年11月30日に公表された。
京都市の例では、登り窯から排出される煙が、1967年に制定された京都府公害防止条例により規制されたため操業不能となった。2019年現在、現存する3か所の窯跡が景観重要建造物に指定されている。

## 構造

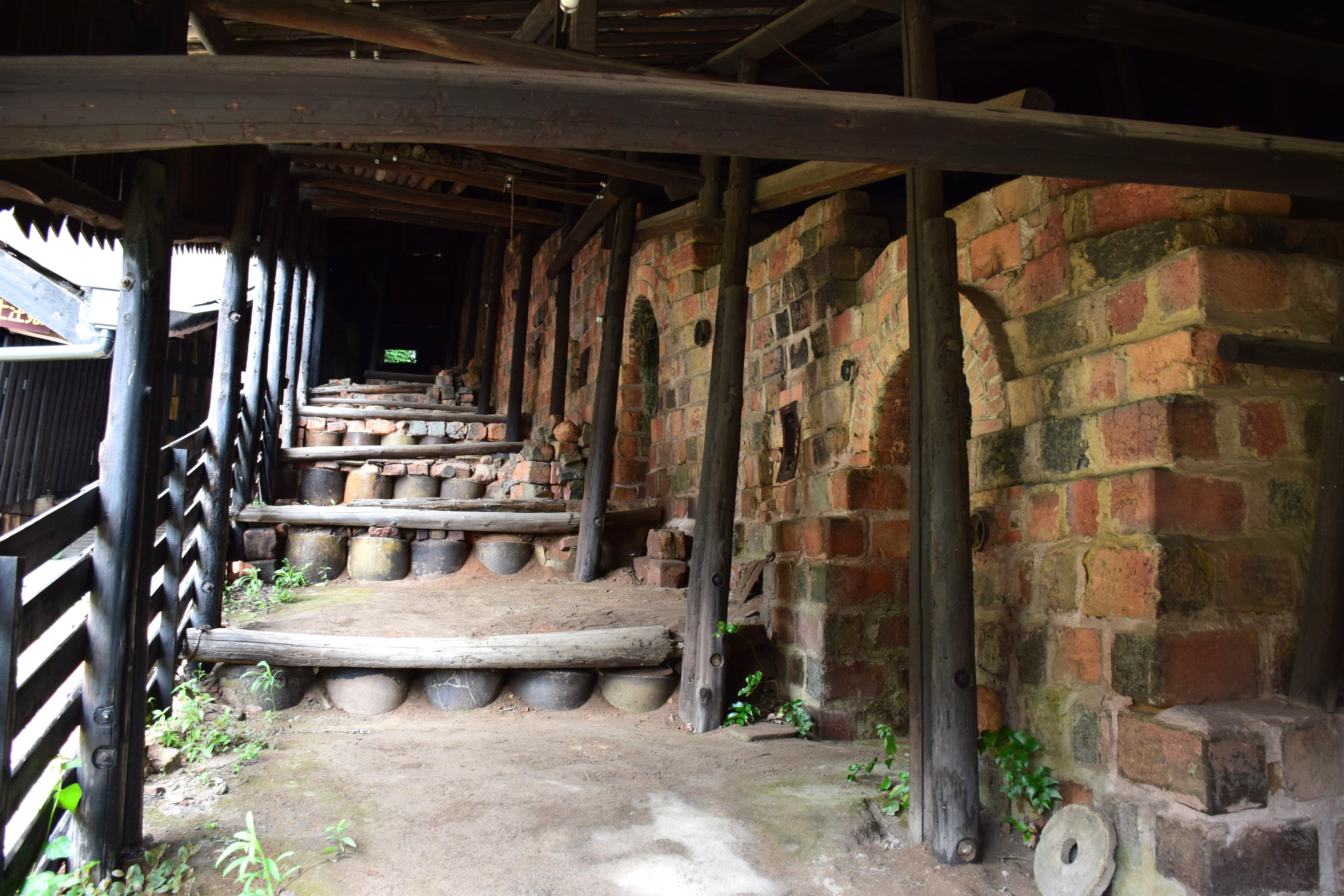
側面下方から見た連房式登窯（常滑焼）

連房式登窯の内部はいくつかの焼成室に分かれており、各焼成室はもっとも下が「大口」と呼ばれる燃焼室（窯口）であり、傾斜に沿って上にいくつかの焼成室が続き、それらが繋がった細長い形態をしているため、横から見ればかまぼこが連続したようなイモムシ状に見える。最上部の部屋の先には煙道、そして煙突へと続いている。さらに各焼成室には薪を投入するための「小口」と呼ばれる小さな穴が設けられているのが普通である。

## 焼成
焼成温度は一般に最高で1300℃前後に保たれ、約60時間焼くのが普通である。温度管理は職人の勘によって行われるが、かなりの練達を要する。具体的には一番下の大口と各焼成室に設けられた小口からの投薪を使い分け、焼成段階に分けて微妙に温度調整を施す。この作業が丸2昼夜続くことになる。水分を飛ばすための予備段階である焙りを終えた後の本焙りでは大口に薪を投入し、ゆっくりと窯の温度を上げていくが、目標とする温度である1300℃に達するには約1日ほどかかる。この際に、のぞき窓から見ると焼き物は熱せられて透明感のあるオレンジ色ないし白に近い黄色になる。
窯出しは「焚いた時間と同じだけ時間をかけて冷ます」といわれるように慎重が期され、特に大型のものなどは窯出しによる急速な冷却により割れることもある。
焼成の際は、周囲に黒煙が立ち込める。
穴窯は燃焼ガス（炎）が窯内を直進し、窯内で対流が無い為、火のあたり加減と灰のかかり具合によって作者も予期しない模様や色に焼きあがり、同じものは決して二つとしてできないといわれている。登り窯を使って焼かれた陶器独特の有機的かつ微妙な仕上がり具合は「景色」と表現されることもある。燃料にはマツが主に使われる。

## 日本国内で登り窯が見られる主な産地

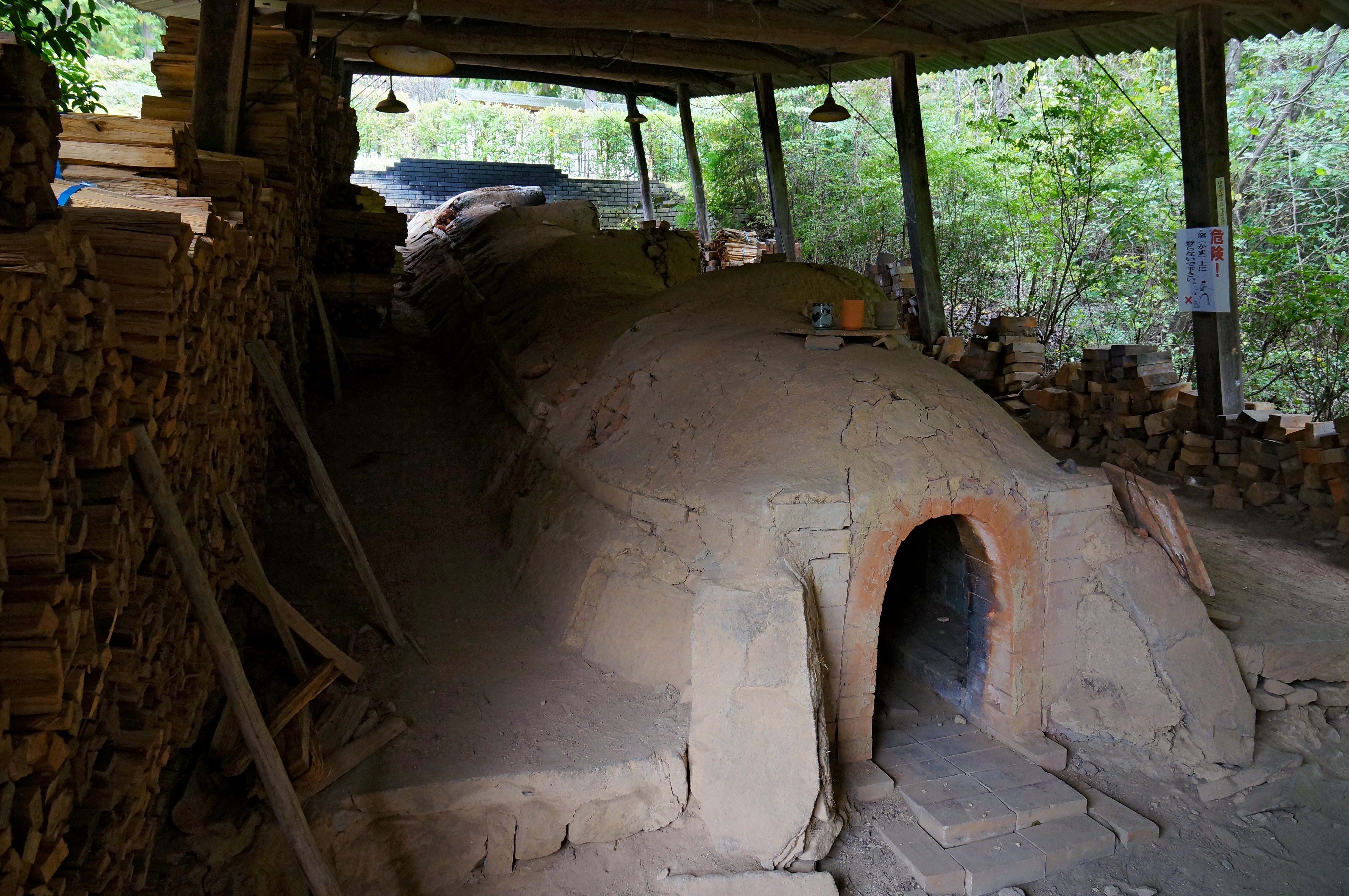
半地上式漣房式登り窯の焚口（丹波立杭焼）

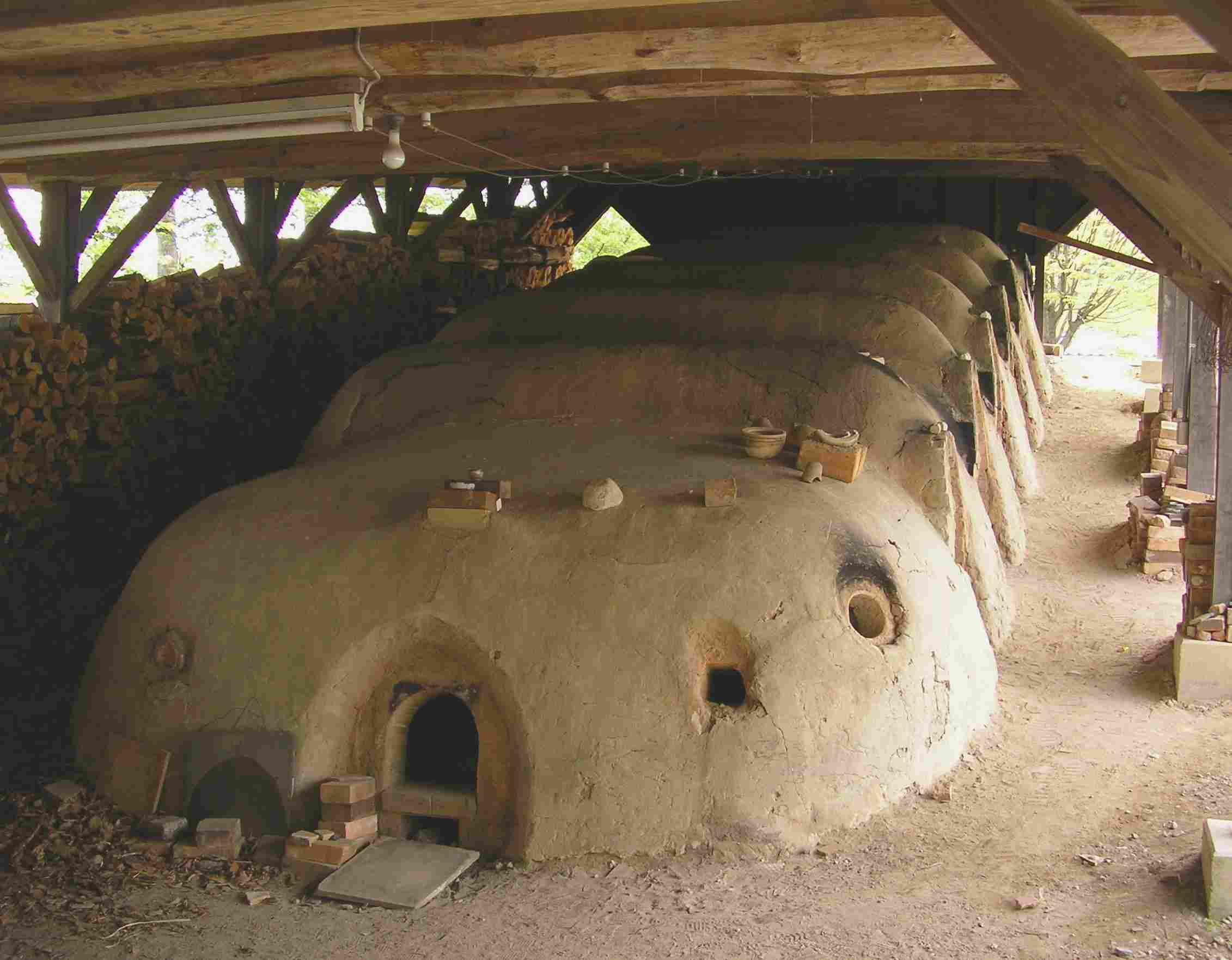
斜面に土で築かれた登り窯(連房式登窯)の例。各焼成室が連なっている（益子焼）。

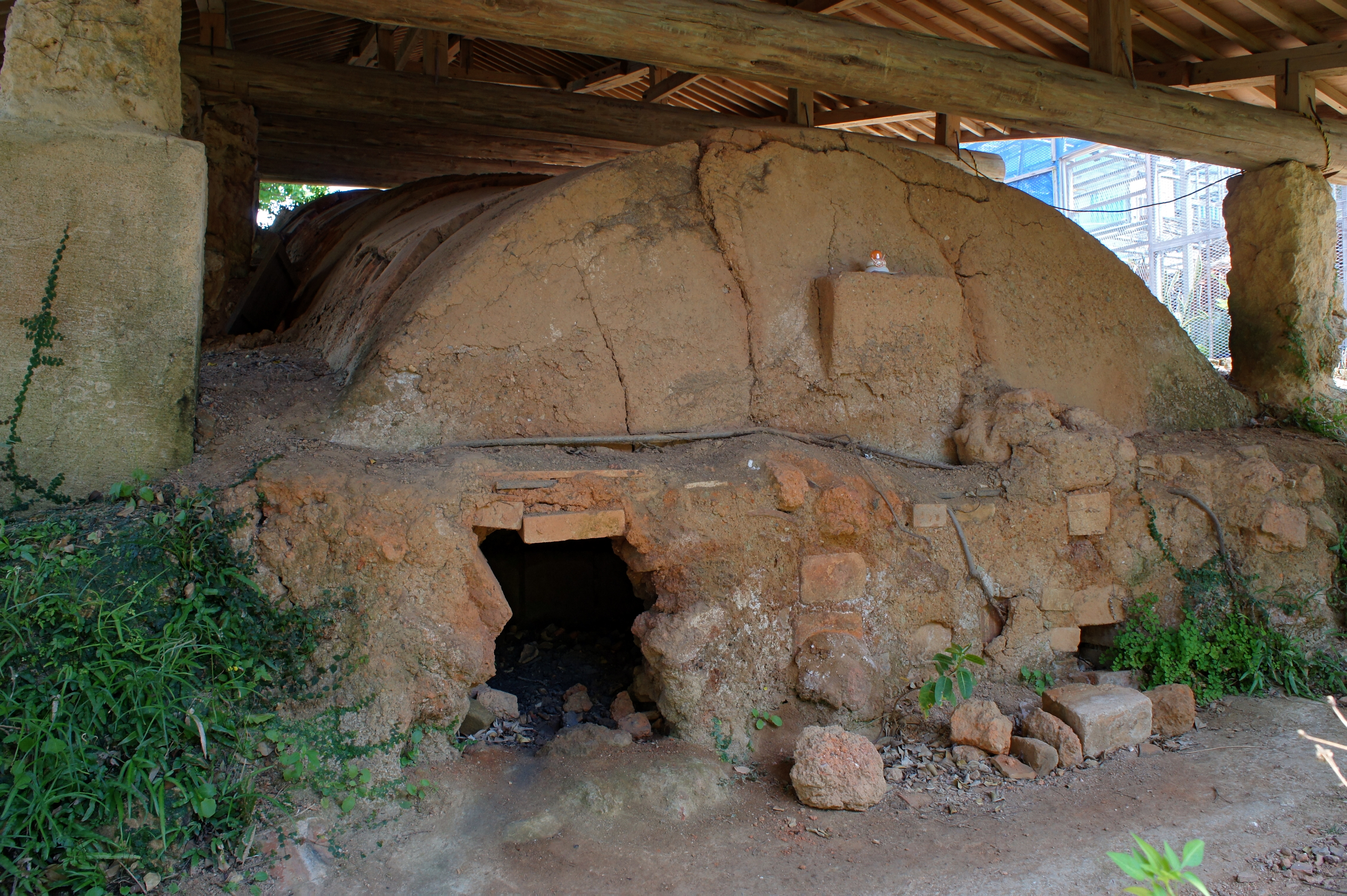
壺屋焼の登り窯焚口

丹波立杭焼（兵庫県丹波篠山市今田地区）
日本六古窯のひとつであり、約400年にわたって窖窯時代が続いた後、桃山時代末期に至り自然の地形を利用した登り窯が築かれ、現在も約60軒の窯元が残る。
信楽焼（滋賀県甲賀市信楽）
日本六古窯のひとつであり、中世末期頃より窖窯によって壺、甕、擂鉢などの焼き物づくりが始められた。近世では茶器も多くつくられ、幕末には陶器製灯明具の一大産地であった。
備前焼（岡山県備前市）
日本六古窯のひとつであり、中世より窖窯によって壺、甕、擂鉢、硯などの焼き物づくりが始められた。近世では茶器も多くつくられた。釉薬を使用せず焼締めのみにより製造される。江戸時代前期以前のものは「古備前」と呼ばれ珍重されている。
唐津焼（佐賀県唐津市）
「唐」へ至る「津」、すなわち「中国へ続く港」という意味であり、室町時代から桃山時代にかけて壺、甕、皿、徳利などの日用品を多く産出したのが始まりといわれる。茶器の名品も多い。
楢岡焼（秋田県大仙市）
1863年（文久3年）に地元旧家の小松清治が、寺内焼の陶工を招き窯を作らせたのが始まりといわれる。鮮やかな青色で知られる。
益子焼（栃木県益子町ほか）
19世紀の中頃に笠間焼の影響を受けて始まったとされ、日用品が多く焼かれ江戸でも多く使われた。
壺屋焼（沖縄県読谷村）
琉球王府によって1682年に現在の那覇市壺屋に開窯した窯場を起源とする。周辺環境の変化により登り窯は読谷に移ったが、壺屋焼の名称は現在も継承している。